# Oxygène 7-13
Az Oxygène 7-13 Jean-Michel Jarre 1997-ben kiadott stúdióalbuma, mely az Oxygène (1976) méltó folytatása. A felvételekhez újra legendás, klasszikus analóg szintetizátorait használta. Az albumot Pierre Schaeffernek, egykori tanárának ajánlotta. A lemez hatalmas sikerét jelentette az is, hogy az Oxygène 9-en kívül, az összes számról remixek sorozata készült, melyből a következő albuma, az Odyssey Through O2 (1998) született.

## Számlista
1. Oxygène 7 (11:41)
2. Oxygène 8 (3:54)
3. Oxygène 9 (6:13)
4. Oxygène 10 (4:16)
5. Oxygène 11 (4:58)
6. Oxygène 12 (5:36)
7. Oxygène 13 (4:23)

## Az albumon hallható hangszerek
- ARP 2600
- Eminent 310
- EMS AKS
- EMS VCS3
- Mellotron
- Akai MPC3000
- Clavia Nordlead
- Digisequencer
- Korg Prophecy
- Kurzweil K2000
- Logic Audio
- Quasimidi Raven  RMI
- Roland JV-90
- Roland TR-808
- Roland DJ-70
- Teremin
- Yamaha CS-80